# Prix Alexandre-Joannidès
Le prix Alexandre-Joannidès est une récompense scientifique décernée par l'Académie des sciences depuis 1958 devenu grand prix thématique en 2001. Le prix comporte 7 500 € à distribuer, « destiné aux recherches scientifiques que l’académie jugerait utiles au bien public et dignes d’encouragement ». En 2014, ont été retenues les disciplines relevant des mathématiques et de la biologie moléculaire et cellulaire, génomique.

## Lauréats
- 2024 : Paul-Emile Paradan
- 2023 : Isabelle Bouchoule  et Jérôme Dubail
- 2021 : Olivier Biquard[2]
- 2019 : Mohammed Bendahmane
- 2018 : Cécile Sykes
- 2014 : Pierre Raphaël et Jérémie Szeftel (mathématiques), Irwin Davidson (biologie)
- 2011 : Vincent Hakim (physique), Francis Sécheresse (chimie)
- 2010 : Michel Brion, Robert Feil
- 2007 : Bernard Barbara, Marc Drillon
- 2006 : Gérard Besson, Michel Bornens
- 2004 : Daniel Rouan, Gérard Rousset
- 2003 : Pierre Pillet[3]
- 2002 : Jean-Pierre Ramis, Brigitte Gicquel
- 2001 : Christophe Bailly, Daniel Juvé, Pierre Rustin
- 2000 : Catherine Jackson
- 1999 : Michel Che
- 1998 : Robert Sadourny
- 1997 : François Murat
- 1996 : François Mignard
- 1995 : Yvan Martin
- 1994 : Jean Dénarié, Jean-Claude Promé, Georges Truchet
- 1993 : Roger Temam
- 1992 : Jules Hoffmann
- 1991 : Richard Kerner
- 1990 : Jacques-Louis Binet
- 1989 : Raymond Stora
- 1988 : Henri Rochefort
- 1987 : Daniel Louvard
- 1986 : Jean-Jacques Moreau
- 1985 : Henri Korn, Constantino Sotelo
- 1984 : Jean Kovalevsky
- 1983 : Nathalie Josso
- 1982 : Guy Laval, René Pellat
- 1981 : Pierre Vignais
- 1980 : Jean Goguel
- 1979 : Pierre Jolles
- 1978 : Bernard Cagnac
- 1977 : Jean-Pierre Changeux
- 1976 : Daniel Cribier
- 1975 : Henri Duranton, Rémy Peter, Dominique Stéhelin et Daniel Collot
- 1974 : Jean Robieux
- 1973 : Jean Hamburger
- 1972 : Owen Storey
- 1971 : Marcel Avel
- 1970 : Jean Terrien
- 1969 : Maurice Durchon
- 1968 : Louis Cagniard
- 1967 : Jean Lenègre
- 1966 : Emile Thellier
- 1965 : Maurice-Marie Janot